# تفجير حي رامات أشكول
تفجير حي رامات أشكول: هو هجوم تفجير فدائي وقع بتاريخ 21 أغسطس 1995 استهدف حافلة ركاب إسرائيلية كانت تمر في حي رامات أشكول الإسرائيلي الموجود في مدينة القدس المحتلة حيث قام مقاتل من «مجموعة تلاميذ المهندس يحيى عياش» التابعة (لكتائب القسام) بتفجير حزام ناسف كان يضعه على نفسه في الحافلة الإسرائيلية أدت العملية إلى مقتل 5 إسرائيليين وجرح 100 أخرين.